# Ymer Dishnica
Ymer Dishnica (21. února 1912, Dishnica, Osmanská říše – 22. září 1998) byl albánský politik a lékař. V letech 1946–1947 byl předsedou albánského národního shromáždění.
Dishnica se narodil ve vesnici stejného názvu v roce 1912. Na základní škole se učil ve 4 km vzdáleném městě Korçë. Poté studoval na francouzském lyceu ve stejném městě. Maturoval v roce 1932. V letech 1932–1941 se věnoval studiu lékařství na Univerzitě v Lyonu a na Pařížské univerzitě.
Během druhé světové války vstoupil Dishnica do partyzánského hnutí. Byl jedním ze zakládajících členů albánské Komunistické strany (vznikla v listopadu 1941) a již o rok později patřil k jejím hlavním členům. Byl jedním z delegátů partyzánů na kongresu v Mukje, kde se podílel na jednání o vzniku společné vlády s některými ballisty. Po skončení konfliktu jej Enver Hodža za tento krok ostře kritizoval. V roce 1944 se stal Dishnica albánským ministrem zdravotnictví.
Během čistek v Albánské straně práce byl nakonec v roce 1947 z komunistické strany vyloučen rozhodnutím Kočiho Dzodze. Poté se přestal věnovat politice a pracoval jako lékař v jedné z tiranských nemocnic. V 50. letech byl i vězněn a nesměl pobývat v albánské metropoli Tiraně. V 90. letech byl zvolen za předsedu organizace albánských válečných veteránů.[zdroj?]